# Julia Trotman
Julia Trotman, född den 25 mars 1968 i New York, är en amerikansk seglare.
Hon tog OS-brons i europajolle i samband med de olympiska seglingstävlingarna 1992 i Barcelona.